# 宝塔山古墳
宝塔山古墳（ほうとうざんこふん）は、群馬県前橋市総社町総社にある古墳。形状は方墳。総社古墳群を構成する古墳の1つ。国の史跡に指定されている（史跡「総社古墳群」のうち）。

## 概要
| 支群 | 古墳名        | 形状       | 規模      | 埋葬施設       | 築造時期 | 史跡指定 |
| ---- | ------------- | ---------- | --------- | -------------- | -------- | -------- |
| 北   | 遠見山古墳    | 前方後円墳 | 墳丘長88m | 竪穴式石室?    | 5c後半   | 国史跡   |
| 南   | 王山古墳      | 前方後円墳 | 墳丘長76m | 横穴式石室     | 6c初頭   | 市史跡   |
| 南   | 王河原山古墳? | 前方後円墳 |           |                |          | （消滅） |
| 北   | 二子山古墳    | 前方後円墳 | 墳丘長90m | 横穴式石室2基  | 6c後半   | 国史跡   |
| 北   | 愛宕山古墳    | 方墳       | 一辺56m   | 横穴式石室     | 7c前半   | 国史跡   |
| 北   | 宝塔山古墳    | 方墳       | 一辺66m   | 複室横穴式石室 | 7c中葉   | 国史跡   |
| 北   | 蛇穴山古墳    | 方墳       | 一辺44m   | 横穴式石室     | 7c後半   | 国史跡   |

群馬県中部、榛名山東南麓・利根川西岸の前橋台地上に築造された大型方墳である。東には蛇穴山古墳が隣接する。1968年（昭和43年）以降に発掘調査が実施されている。
墳形は方形で、主軸は北から東に32度振れ、一辺66メートル・高さ12メートルを測る。墳丘は3段築成。墳丘外表には葺石が認められるが、埴輪は認められていない。墳丘周囲には幅18メートルの周濠が巡らされており、周濠を含めた古墳全体としては一辺102メートルにもおよぶ。埋葬施設は両袖式の横穴式石室で、南西方向に開口する。截石切組積みによって構築された整美な大型石室であり、玄室・前室・羨道・前庭部からなる複室構造で、玄室中央には刳抜式家形石棺を据える。石室内面には漆喰の厚い塗布が認められるほか、石棺脚部に刳り込まれた格狭間には仏教文化の影響が認められる点で特徴を示す。古くから開口するため、石室内の副葬品は詳らかでない。
築造時期は、古墳時代終末期の7世紀中葉頃と推定される。総社古墳群では愛宕山古墳に後続し、蛇穴山古墳に先行する時期に位置づけられ、3基のうちでは最大規模かつ終末期の東日本においても屈指の規模になる。総社古墳群のうち愛宕山・宝塔山・蛇穴山の大型方墳3基は、前方後円墳終焉後の上毛野地方において他古墳とは一線を画する規模・内容であるとともに、宝塔山・蛇穴山の2基は総社古墳群の南西に所在する山王廃寺跡との間で石材の加工技術の共通性が認められる。畿内ヤマト王権との強いつながりを背景として、総社地域が古代上毛野地方（上野国）の政治的・文化的中心となり、上野国府・上野国分寺・上野国分尼寺の成立を導く過程を考察するうえで重要視される古墳になる。
古墳域は1974年（昭和49年）に国の史跡に指定された。なお、墳頂には総社藩主である秋元氏の墓所「秋元氏歴代墓地」があり、前橋市指定史跡に指定されている。

## 遺跡歴
- 江戸時代、墳頂に秋元氏墓所の設置。
- 天明6年（1786年）、『山吹日記』に記述[3]。
- 1920年（大正9年）、石室実測図の作成[3]。
- 1944年（昭和19年）11月13日、国の史跡に指定[5]。
- 1956年（昭和31年）、石室内部の実測[3]。
- 1968年（昭和43年）、羨道部の発掘調査（前橋市教育委員会、1968年に概要報告）[3]。
- 1969年（昭和43年）、石室前面・前庭部の復元整備[3]。
- 1990年（平成2年）、墳丘・石室・石棺の測量・実測調査（国立歴史民俗博物館）[3]。
- 2007・2009年度（平成19・21年度）、総社公民館建設に伴う範囲確認調査（前橋市埋蔵文化財発掘調査団、2010年に報告）[3]。
- 2011年度（平成23年度）、市道改良工事に伴う発掘調査（前橋市教育委員会、2011年に報告：総社町屋敷南遺跡として）。
- 2021年（令和3年）10月11日、史跡範囲の追加指定[5][4]。
- 2021年度（令和3年度）、発掘調査（前橋市教育委員会、2023年に報告）[7]。
- 2022年度（令和4年度）、石室3次元記録調査（前橋市教育委員会、2023年に報告）。
- 2023-2024年度（令和5-6年度）、石室3次元記録調査（前橋市教育委員会、2025年に報告）。
- 2024年（令和6年）2月21日、既指定の史跡「二子山古墳」・「宝塔山古墳」・「蛇穴山古墳」に従来未指定であった古墳2基を追加指定して、史跡指定名称を「総社古墳群」に変更。

## 墳丘

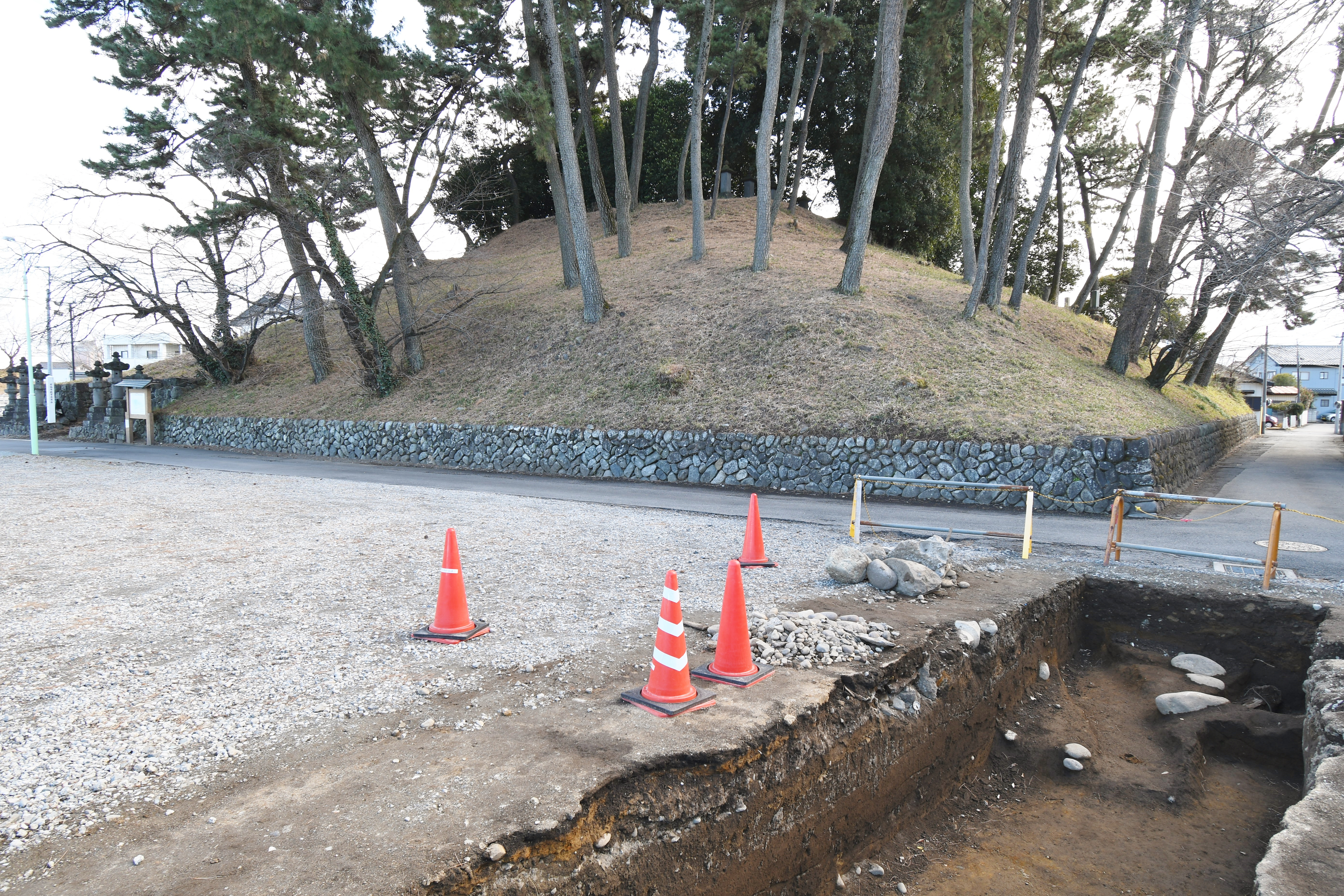
墳丘北西隅2021年度調査27トレンチ。画像右下に墳丘1段目の北西隅を確認。

墳丘の規模は次の通り。
- 古墳全体：一辺102メートル
- 墳丘：一辺66メートル、高さ12メートル[4]
- 周濠：幅18メートル、深さ0.5-0.7メートル

東約120メートルには蛇穴山古墳が所在するが、宝塔山古墳の兆域と蛇穴山古墳の兆域は距離20メートルと近接しており、両古墳の密接な関係が指摘される。ただし蛇穴山古墳では周濠外側に中堤・外周溝が認められるが、宝塔山古墳では周濠しか認められていない。また墳丘主軸は、宝塔山古墳（北から東に32度）から蛇穴山古墳（北から東に13度）で北への指向性が強まっており、7世紀中葉を境に真北への指向性が強まる上野国府・山王廃寺との関係性が指摘される。
なお、墳頂には慶長6年（1601年）-寛永10年（1633年）の総社藩主の秋元長朝・泰朝を始めとする秋元氏累代の墓地が営まれており、前橋市指定史跡に指定されている。

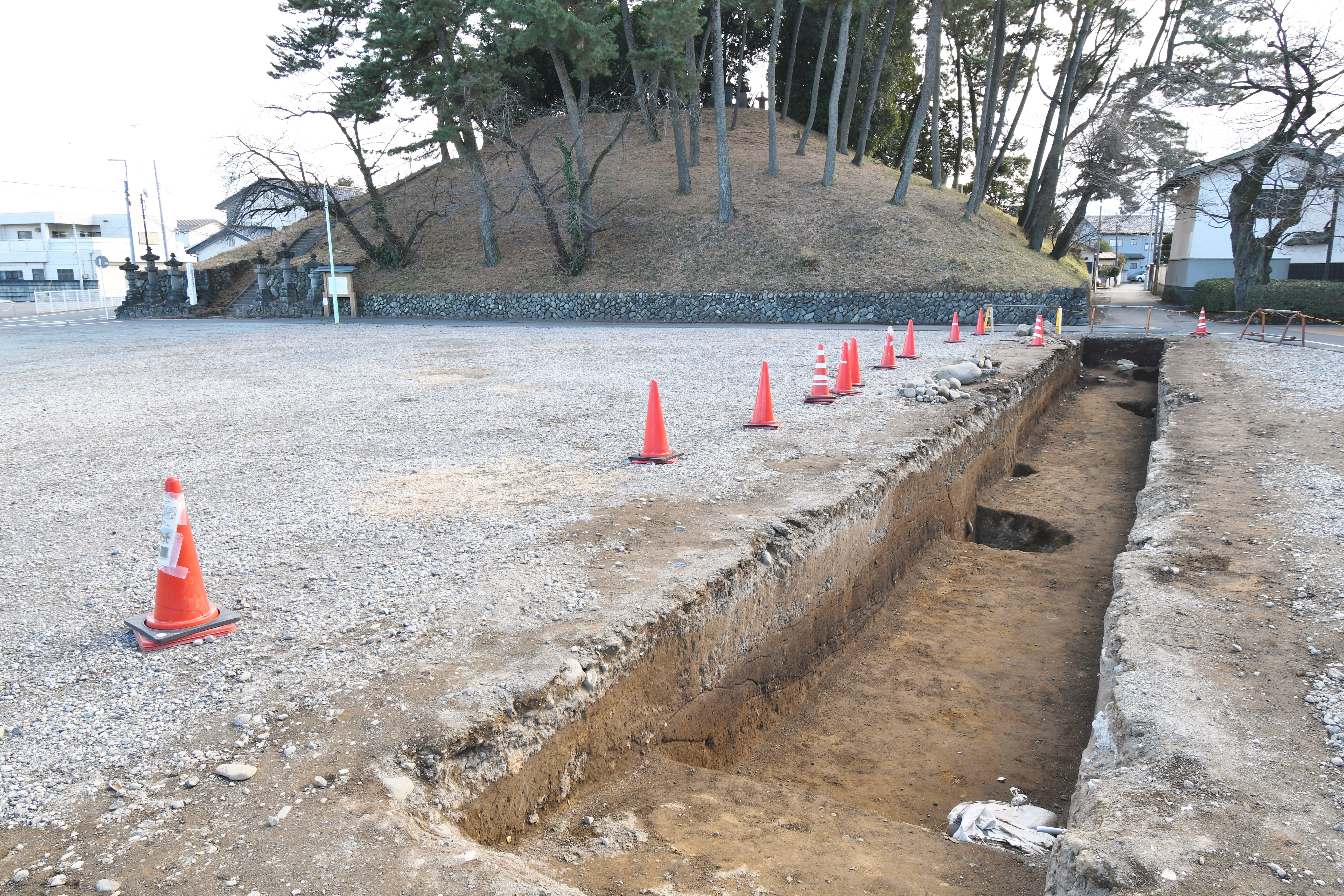
周濠 2021年度調査27トレンチ。手前に周濠の北端を確認。
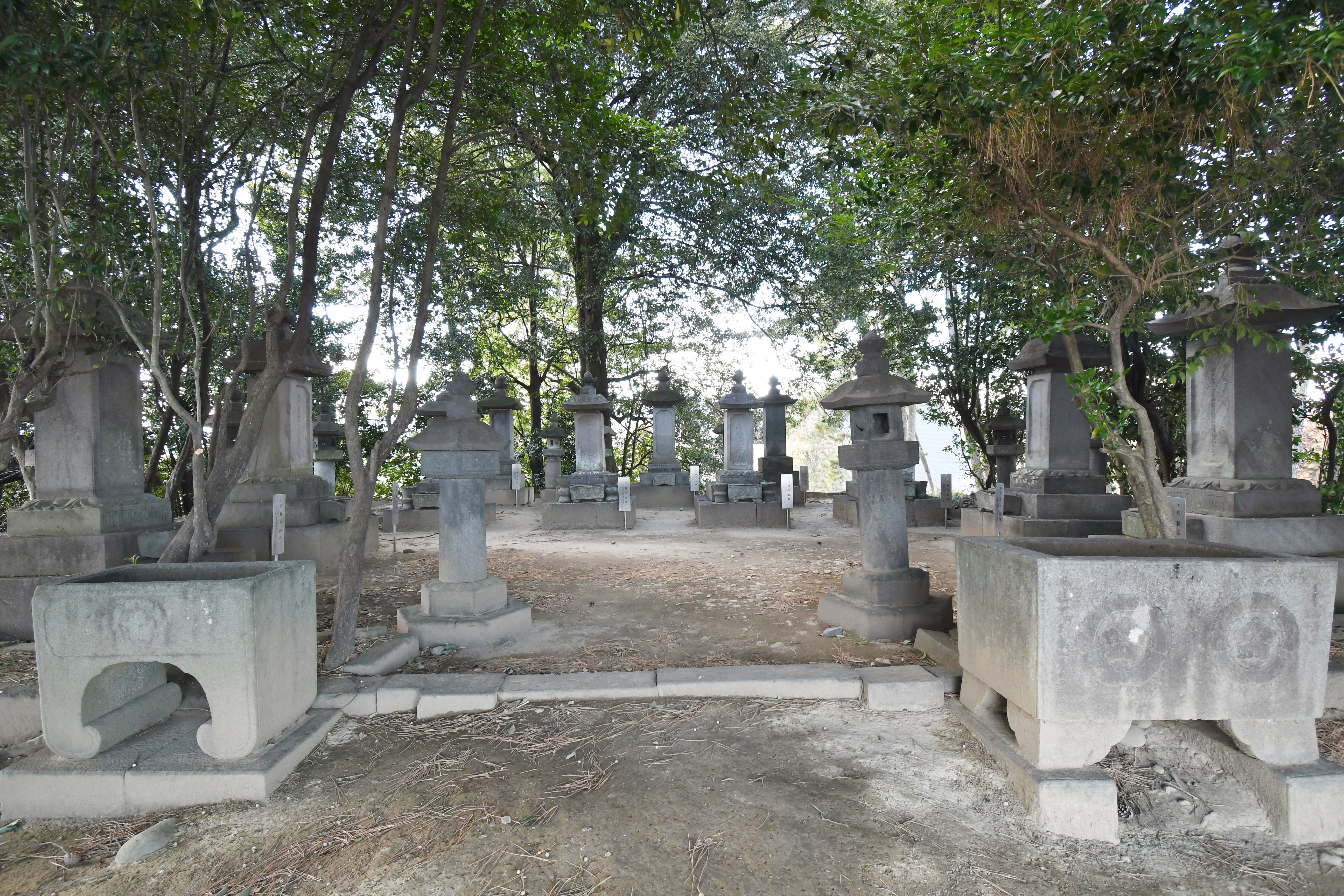
墳頂の秋元氏歴代墓地（前橋市指定史跡）

## 埋葬施設

石室俯瞰図

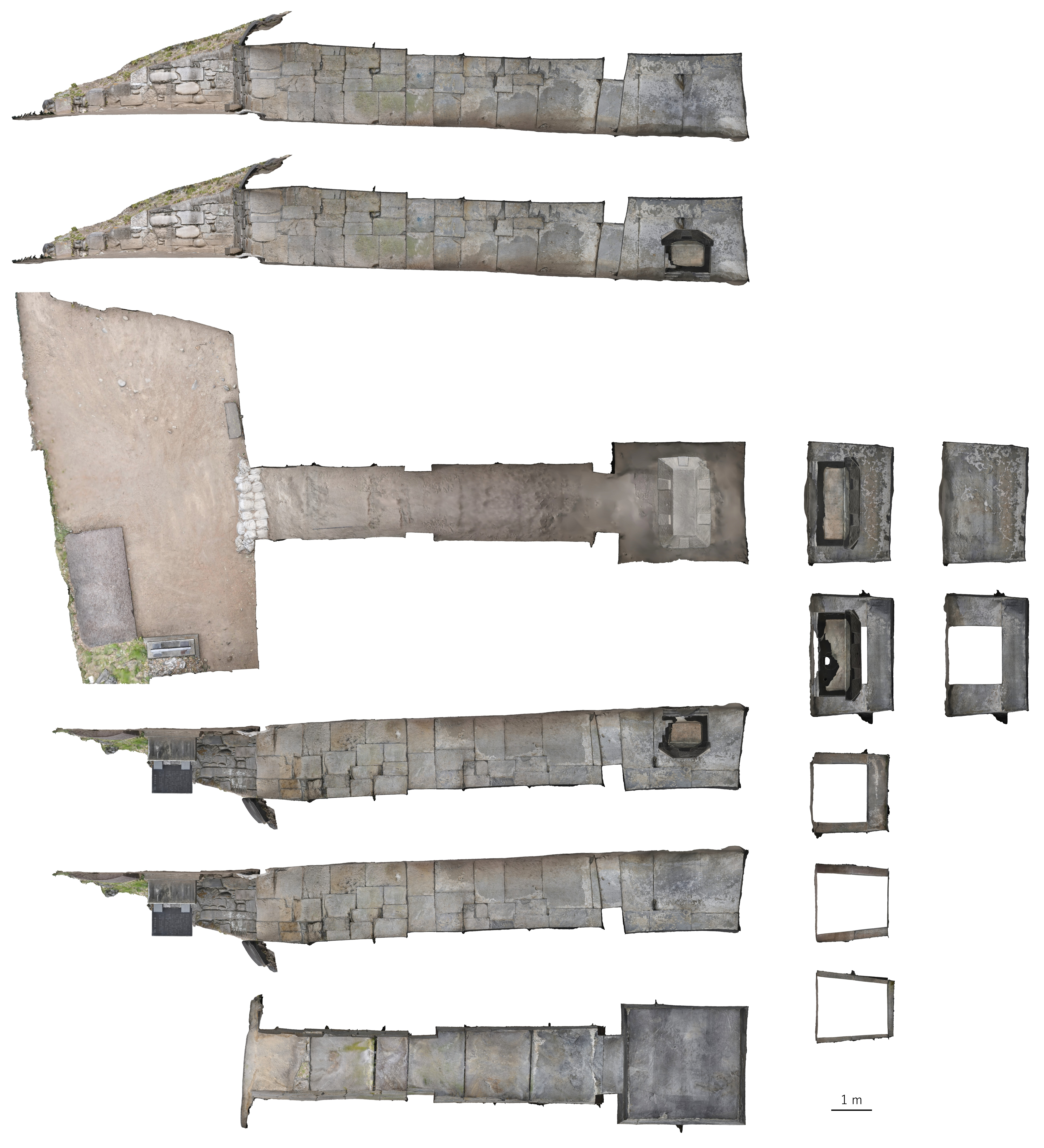
石室展開図

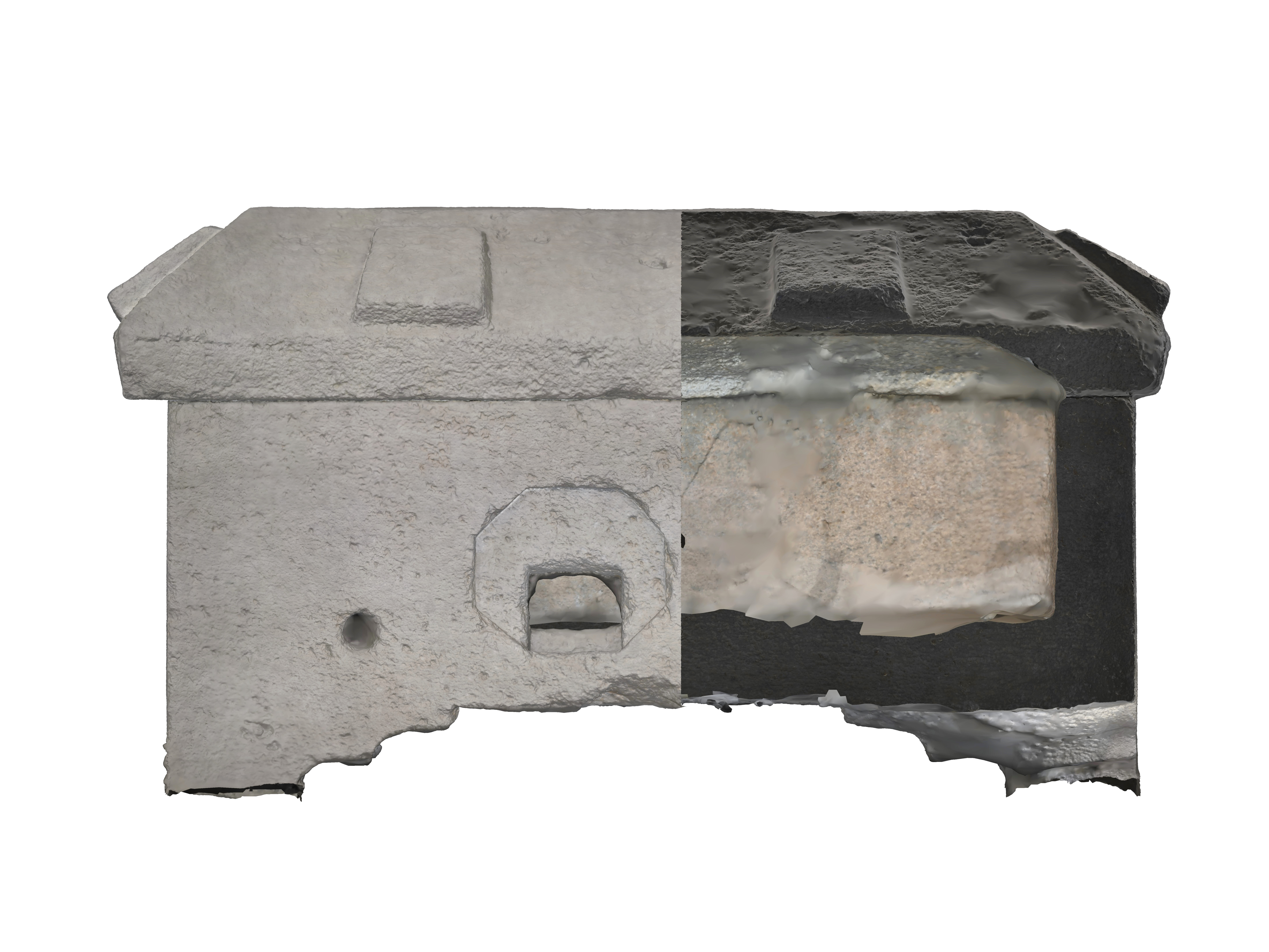
石棺立断面図

埋葬施設としては両袖式横穴式石室が構築されており、南西方向に開口する。玄室・前室・羨道・前庭部からなる複室構造の石室である。石室の規模は次の通り。
- 石室全長：12.04メートル
- 玄室：長さ3.32メートル、幅2.90メートル（奥壁）、高さ2.09メートル
- 前室：長さ3.90メートル、幅1.95メートル
- 羨道：長さ3.56メートル、幅1.77メートル

石室は地表面から高さ約3メートル上の基壇上に構築されており、前庭部は基壇を掘り込んで設置されたと推測される。玄室の奥壁・天井石には巨石の一枚石が使用され、玄室・羨道の側壁は截石切組積みによって構築される。玄門・前門には門柱状の意匠が認められるほか、石室全面に厚い漆喰の塗布や、石室構築時の赤色作業線が確認されている。
玄室の中央には、輝石安山岩製の刳抜式家形石棺を据える。石棺主軸は石室主軸と直交し、長さ2.3メートル・幅1.3メートル・高さ1.33メートルを測る。石棺蓋石は長さ2.28メートル・幅1.30メートル・高さ0.43メートルを測り、長辺2対・短辺1対の方形の縄掛突起を造り出す。棺身は長さ2.08メートル・幅1.12メートル・高さ0.9メートルを測る。特に脚部の4辺に格狭間が刳り抜かれる点で特異性を示し、仏教文化の影響が示唆される。
なお石室の形態としては、帯解黄金塚古墳（奈良県奈良市）との類似性が指摘される。また宝塔山古墳の出土品と伝わるものとして、刃長57センチメートル・全長71センチメートルの切刃造の大刀が知られる。

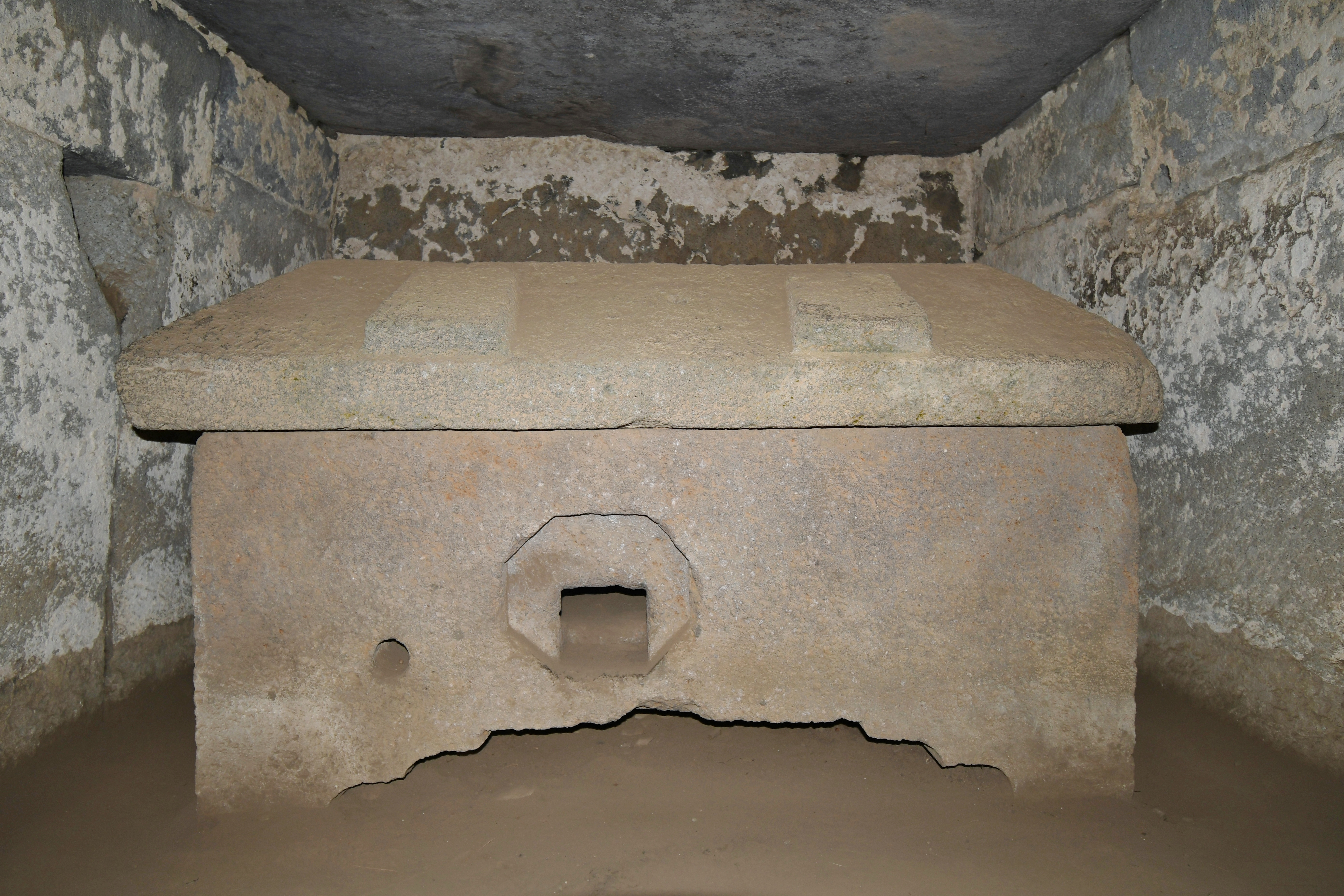
玄室（中央に家形石棺）
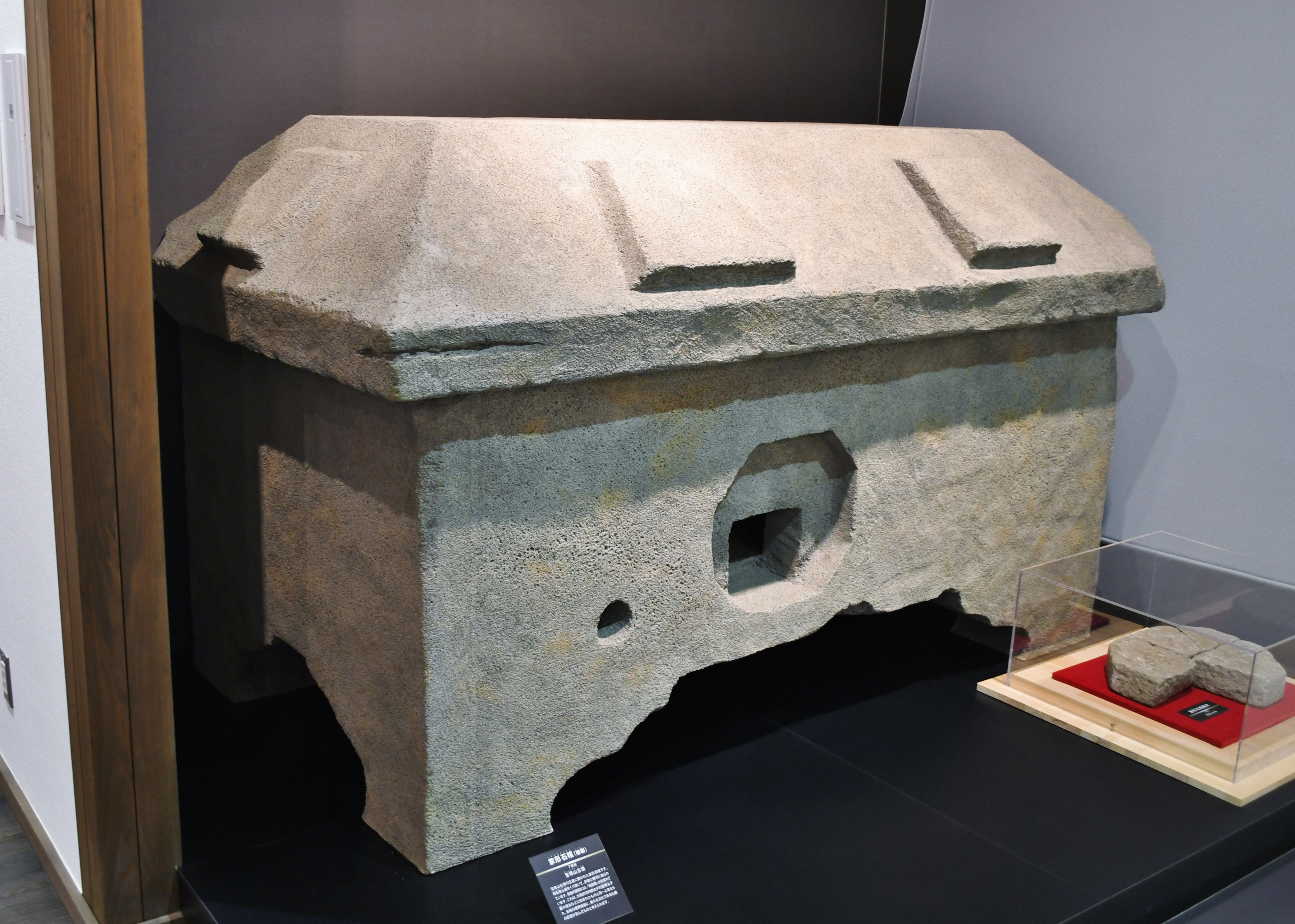
家形石棺（複製） 前橋市総社歴史資料館展示。
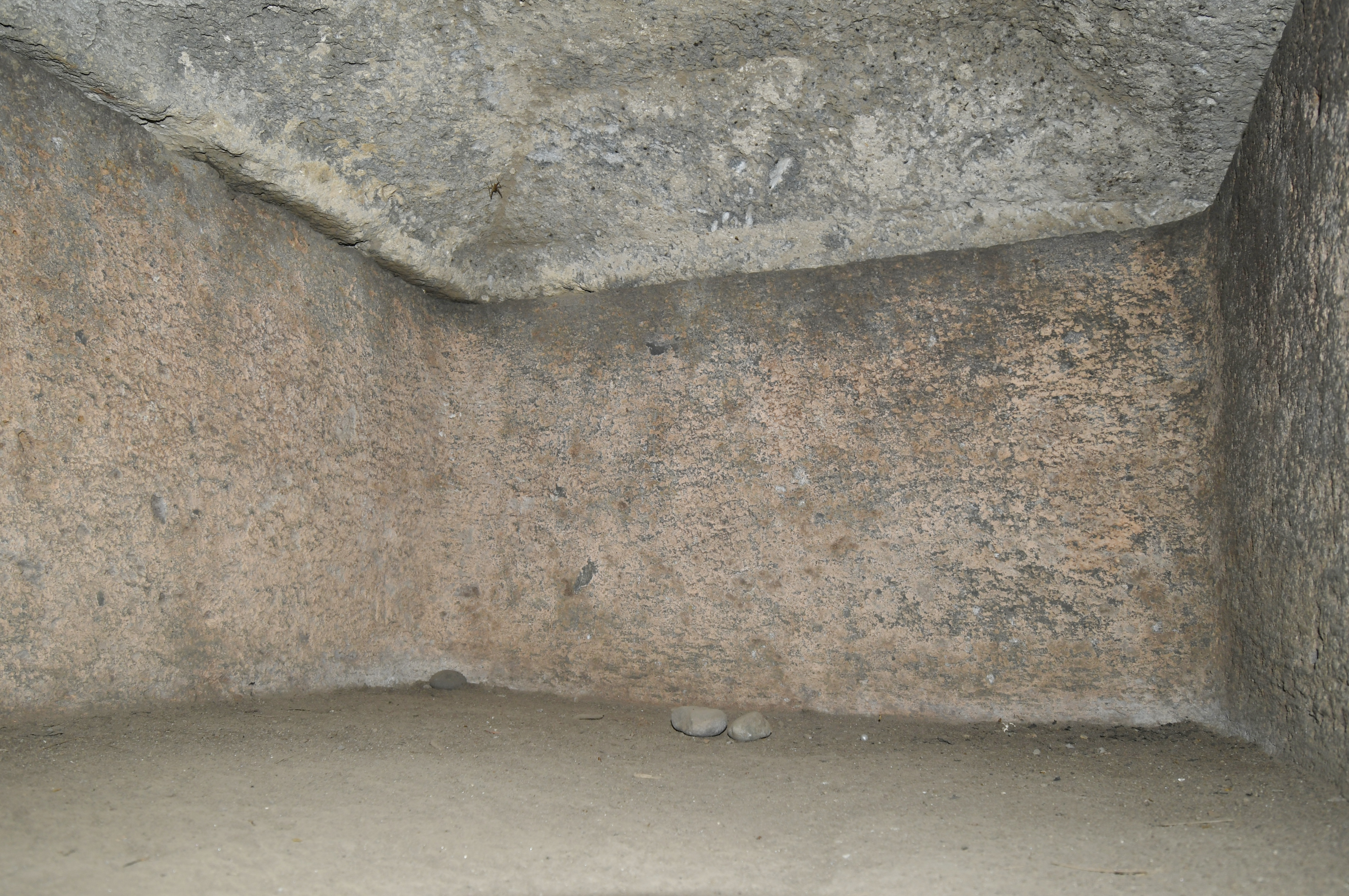
家形石棺内部
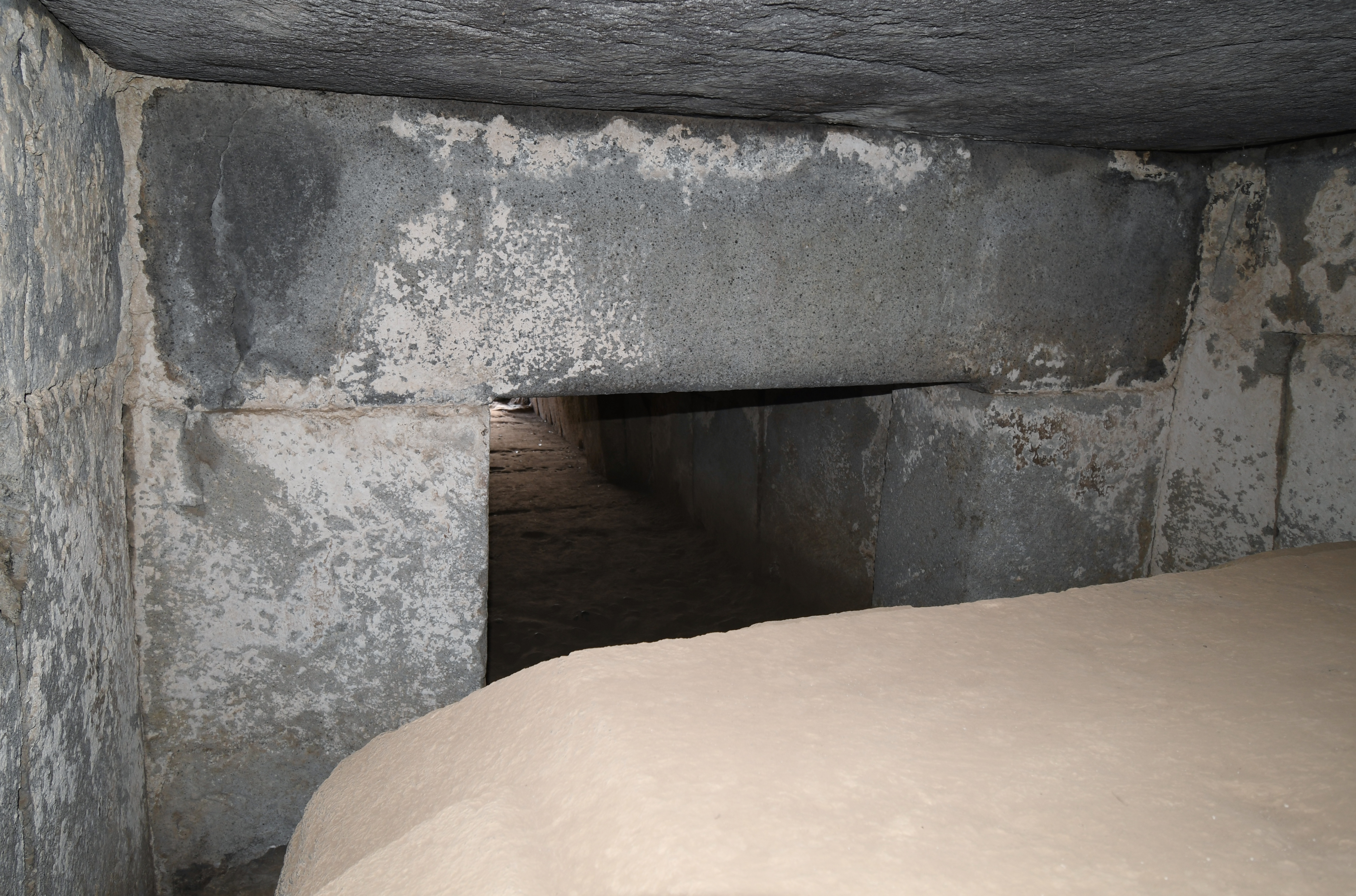
玄門（開口部方向）
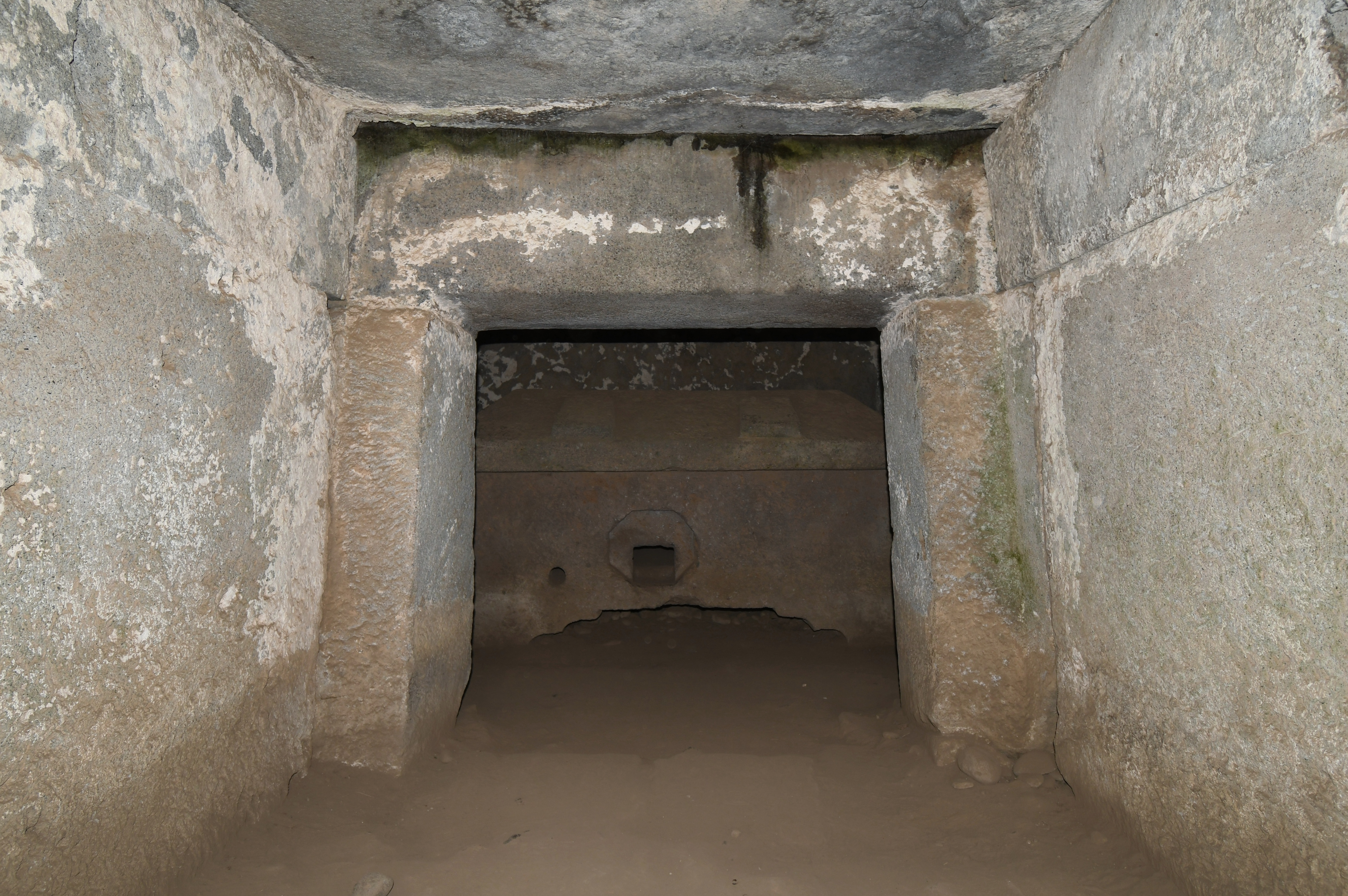
玄門（玄室方向）
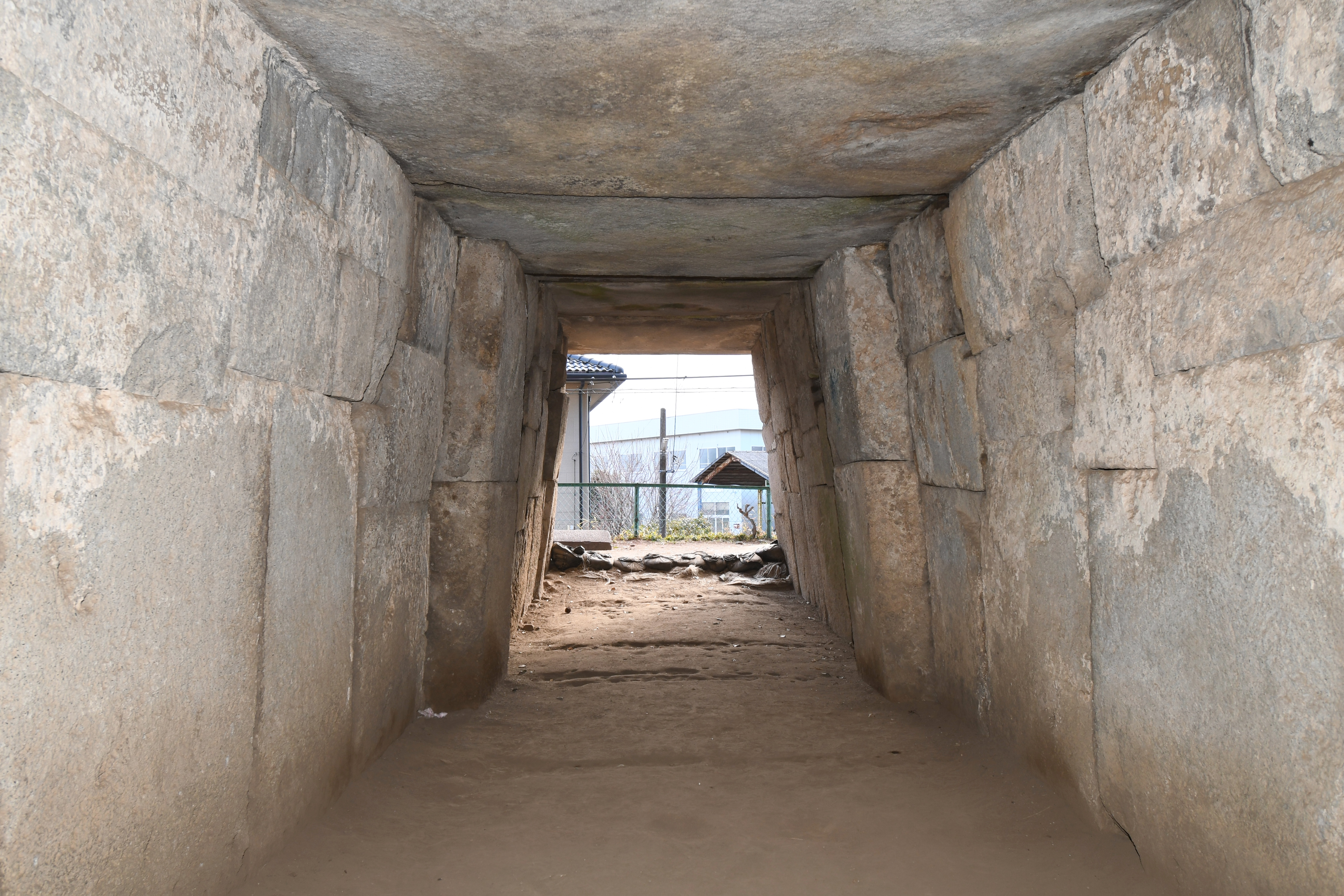
前室（開口部方向）
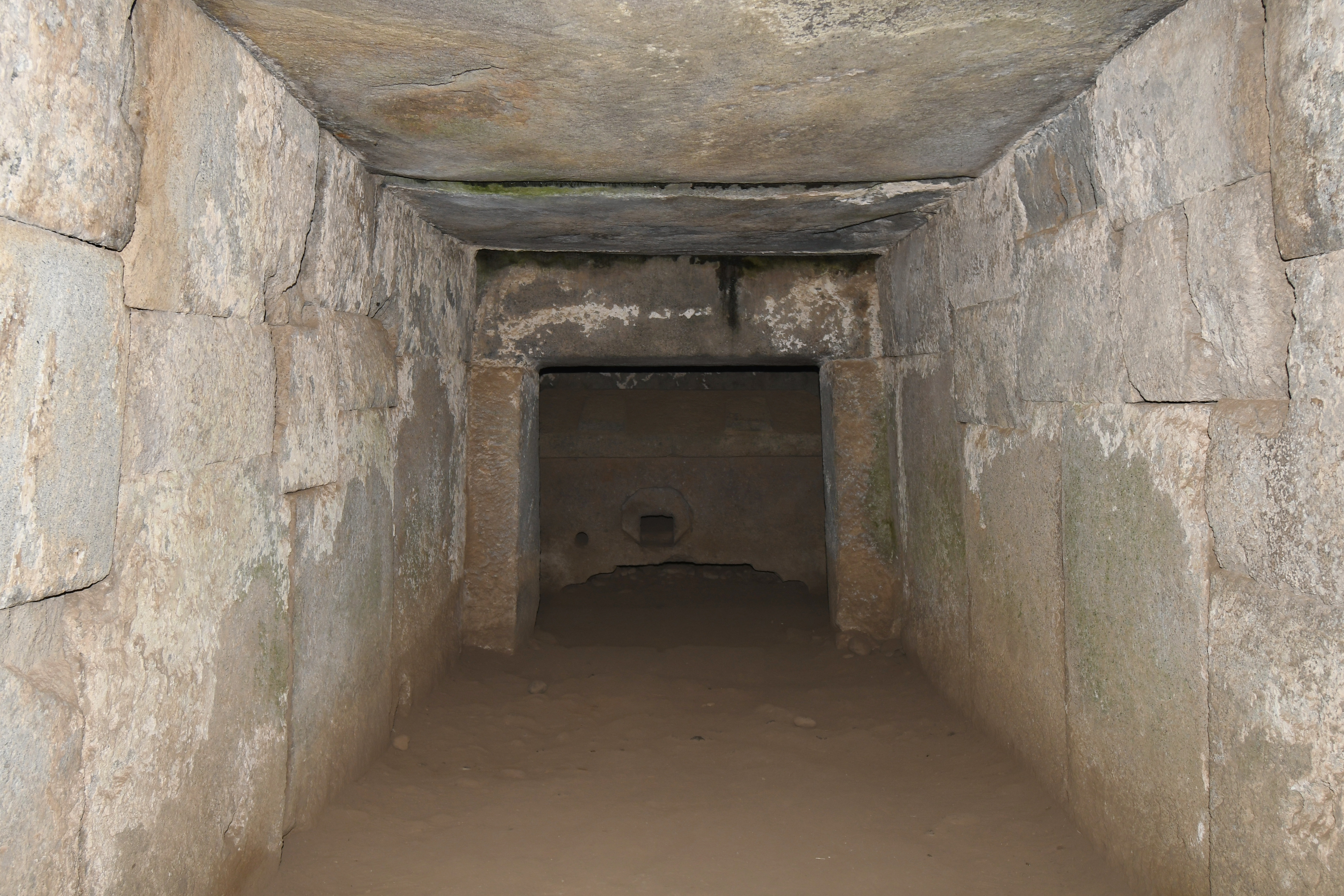
前室（玄室方向）
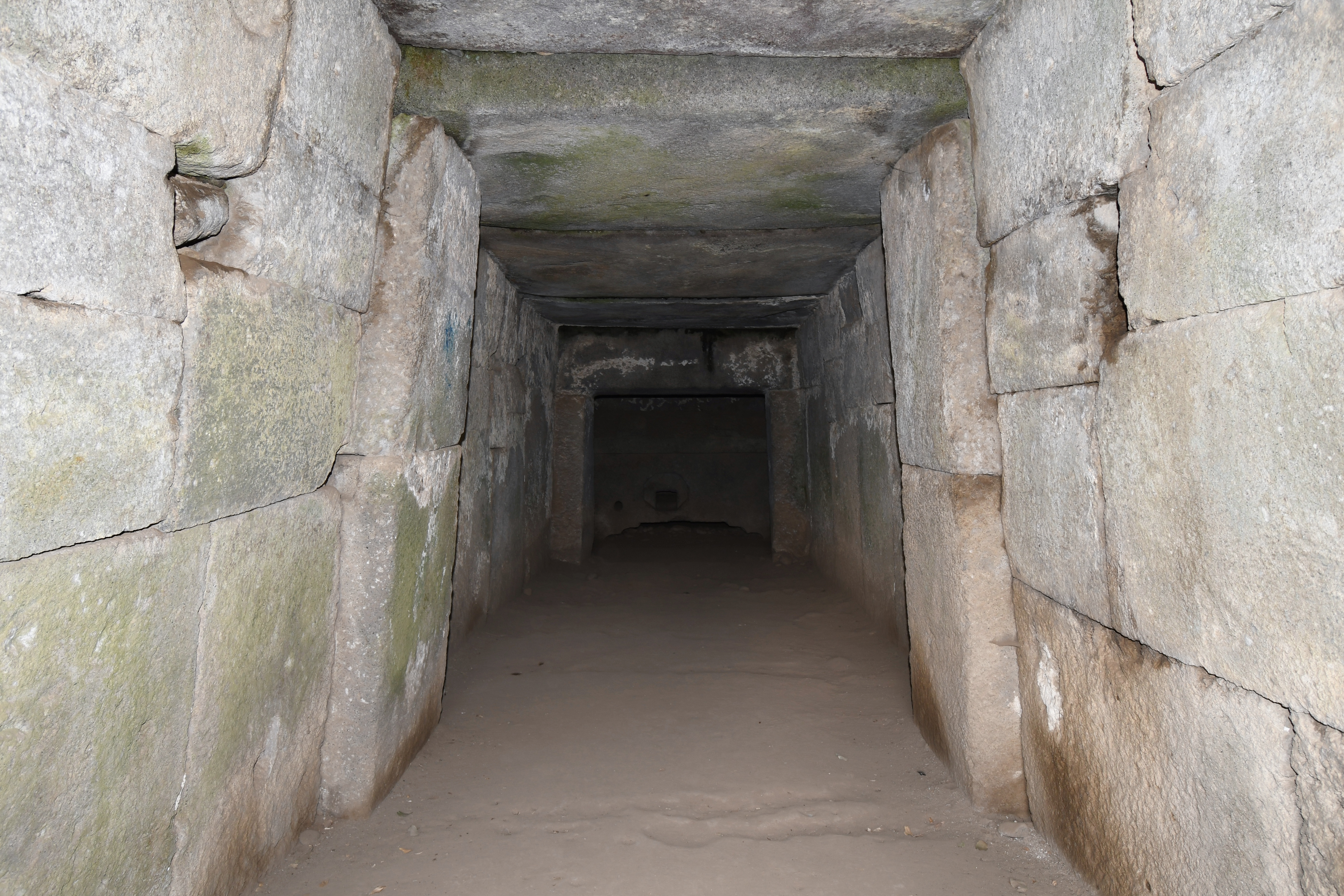
前門（玄室方向）
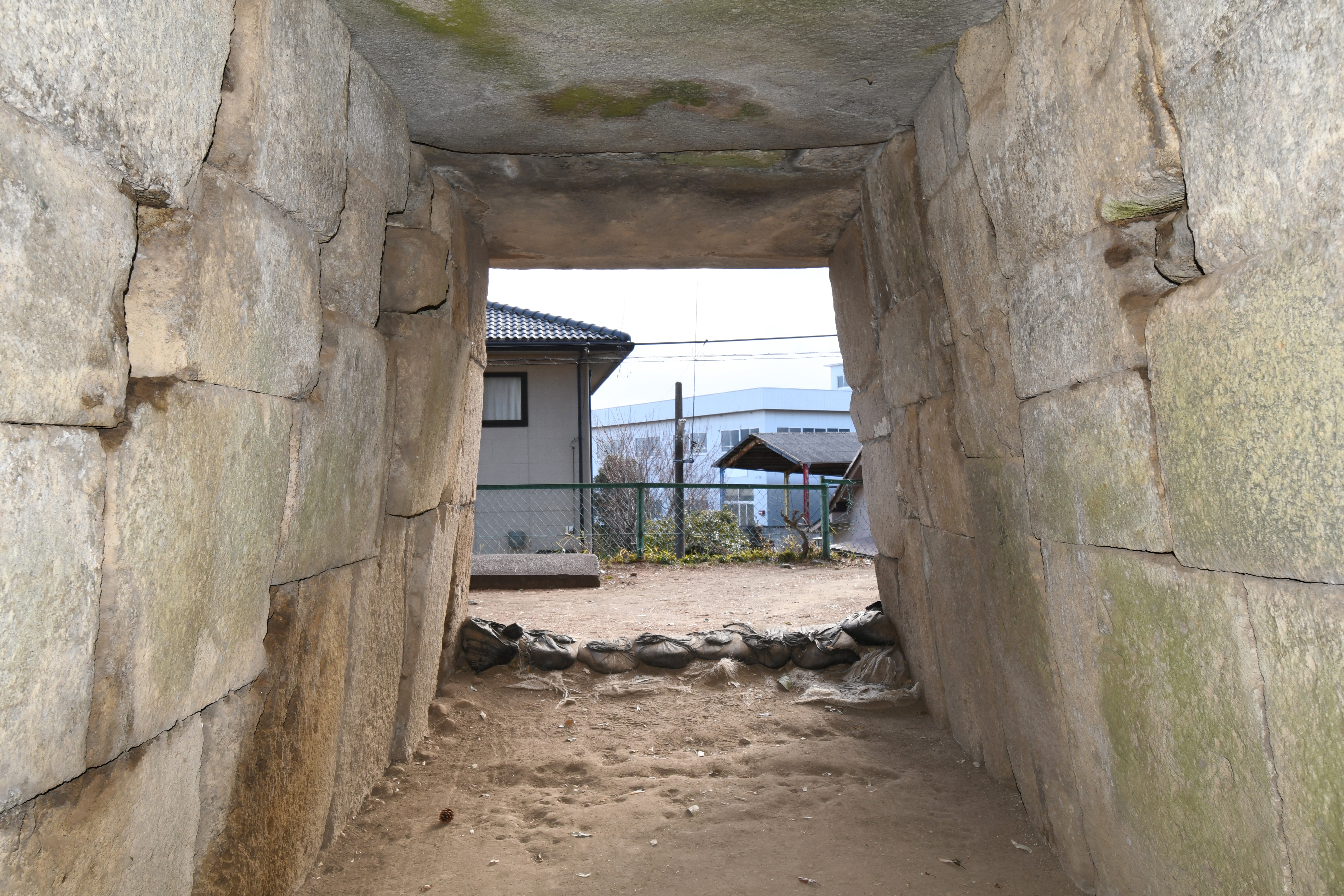
羨道（開口部方向）
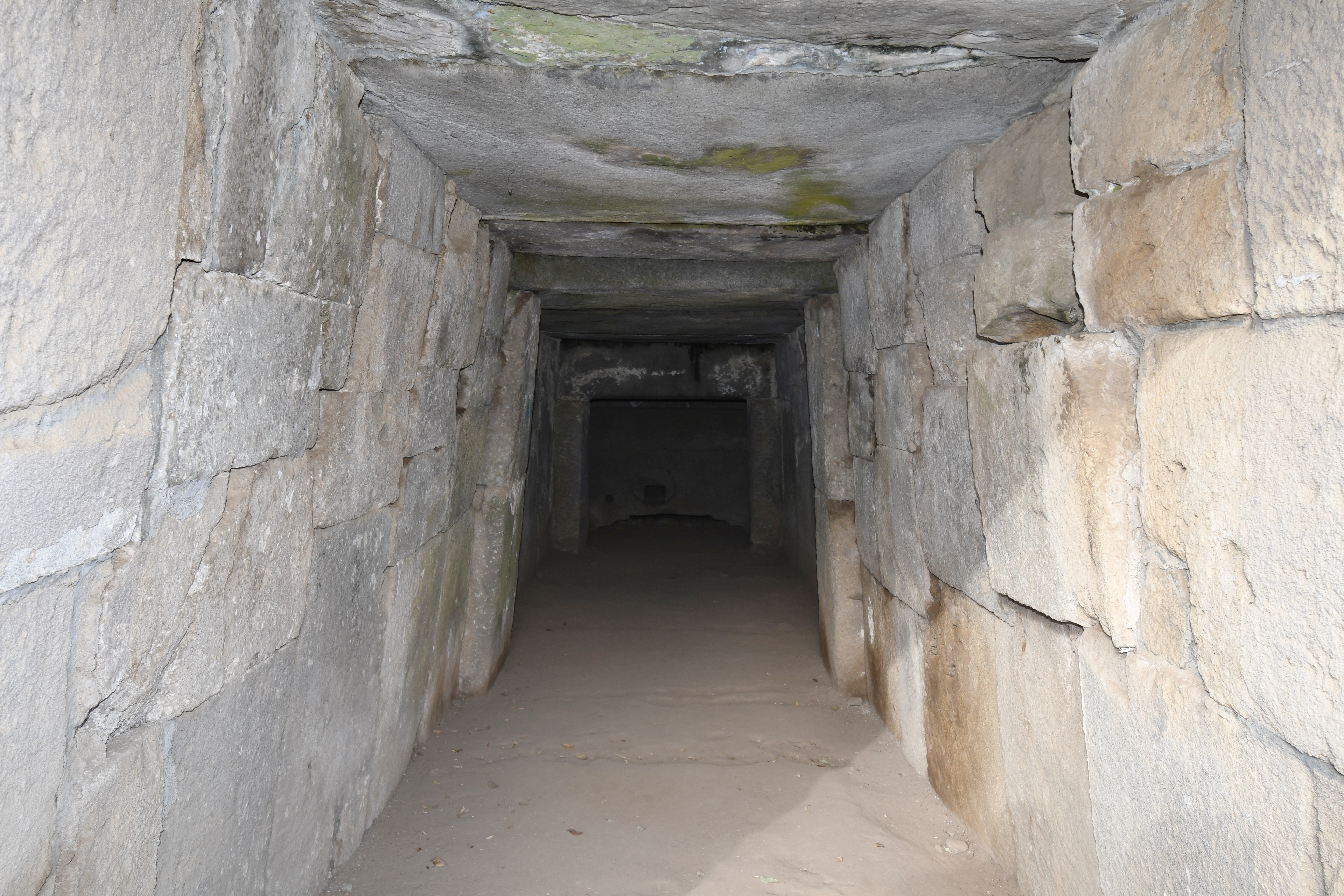
羨道（玄室方向）
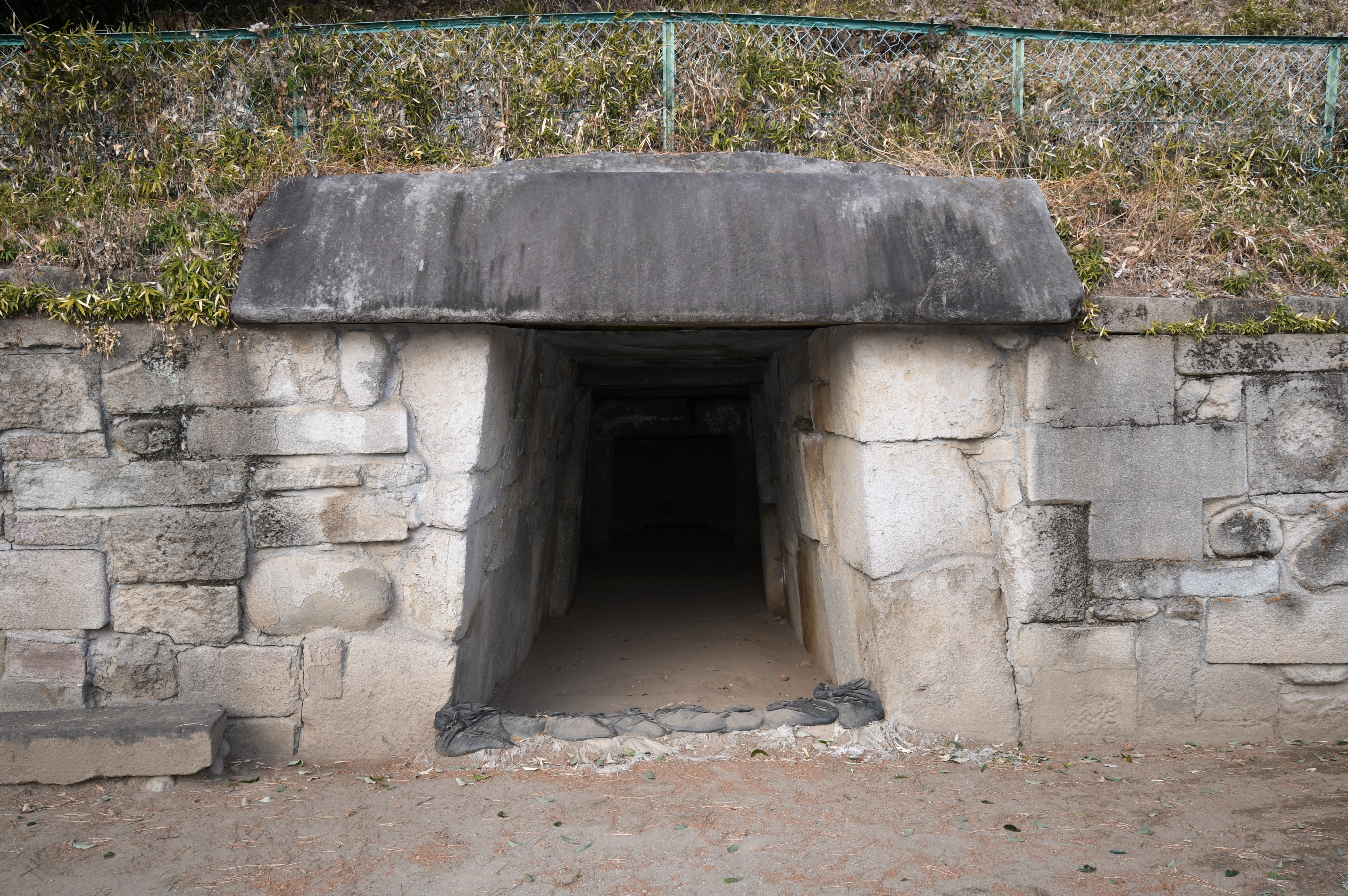
羨門（玄室方向）
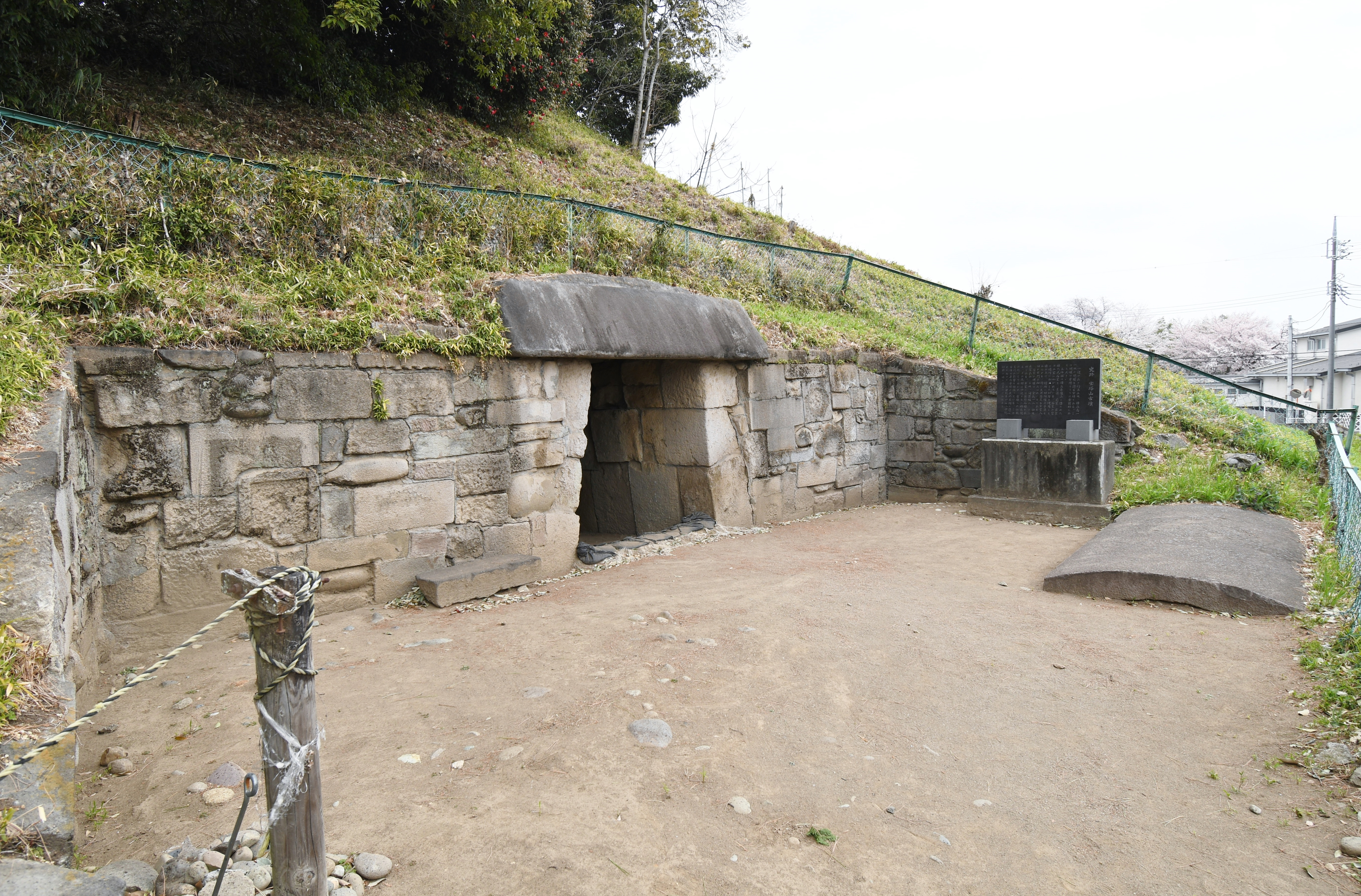
前庭部
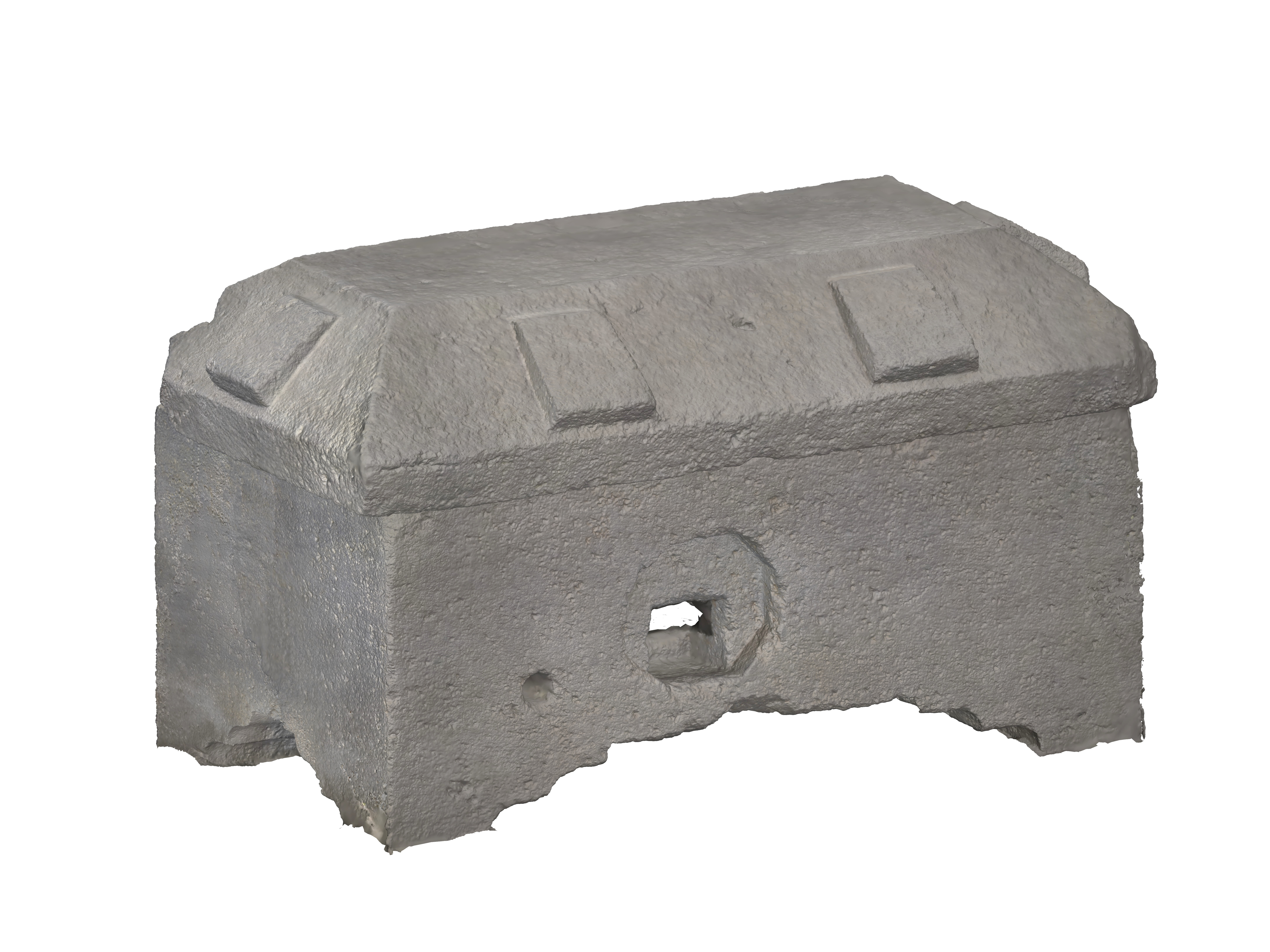
石棺俯瞰図
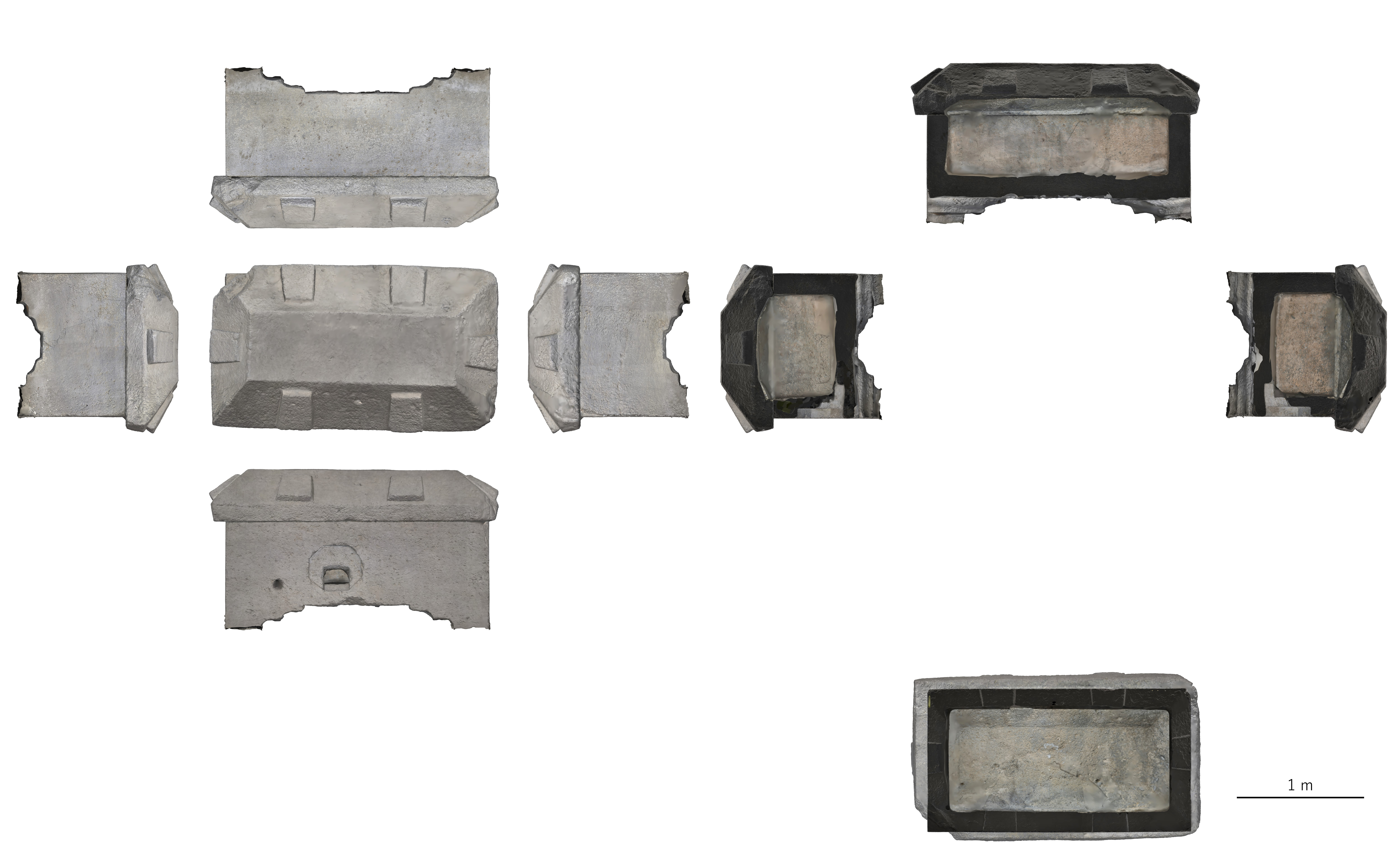
石棺展開図

## 文化財

### 国の史跡
- 宝塔山古墳（史跡「総社古墳群」のうち）
1944年（昭和19年）11月13日、「宝塔山古墳」として指定。
2021年（令和3年）10月11日、史跡範囲の追加指定[5]。
2024年（令和6年）2月21日、既指定の史跡「二子山古墳」・「宝塔山古墳」・「蛇穴山古墳」に遠見山古墳・愛宕山古墳の2基を追加指定して、史跡指定名称を「総社古墳群」に変更。

### 関連文化財
- 秋元氏歴代墓地 - 前橋市指定史跡。宝塔山古墳墳頂に所在する秋元氏累代の墓地。1981年（昭和56年）4月27日指定[11]。

## 現地情報
所在地
- 群馬県前橋市総社町総社1603-1ほか

交通アクセス
- 東日本旅客鉄道（JR東日本）上越線 群馬総社駅（徒歩約10分）[12]

関連施設
- 前橋市総社歴史資料館（前橋市総社町総社） - 宝塔山古墳の石室模型・複製石棺を展示。

周辺
- 蛇穴山古墳
- 遠見山古墳
- 総社愛宕山古墳
- 総社二子山古墳

## 関連文献
（記事執筆に使用していない関連文献）
- 『国指定史跡 宝塔山古墳石室調査概報』前橋市教育委員会、1968年。 - リンクは奈良文化財研究所「全国文化財総覧」。
- 『総社町屋敷南遺跡2 -市道18-449、18-457号線道路改良工事に伴う埋蔵文化財発掘調査報告書-』前橋市教育委員会、2011年。 - リンクは奈良文化財研究所「全国文化財総覧」。
- 「蛇穴山古墳・宝塔山古墳の墳丘・周濠範囲について」『総社古墳群 範囲内容確認調査報告書I -遠見山古墳の調査-』前橋市教育委員会、2020年。 - リンクは奈良文化財研究所「全国文化財総覧」。
- 『総社古墳群 範囲内容確認調査報告書II -遠見山古墳・総社二子山古墳・愛宕山古墳・宝塔山古墳・蛇穴山古墳の調査-』前橋市教育委員会、2023年。 - リンクは奈良文化財研究所「全国文化財総覧」。
- 『総社古墳群総括報告書』前橋市教育委員会、2023年。 - リンクは奈良文化財研究所「全国文化財総覧」。
- 『総社古墳群 範囲内容確認調査報告書III -愛宕山古墳の調査・総社二子山古墳の範囲確認調査・宝塔山古墳、蛇穴山古墳の石室調査-』前橋市教育委員会、2025年。 - リンクは奈良文化財研究所「全国文化財総覧」。